# Parlamentswahl in San Marino 1978
- PCS: 16
- PSS: 8
- PSU-IS: 7
- PDS: 2
- PDCS: 26
- CDR: 1

Die Parlamentswahl in San Marino 1978 fand am 28. Mai 1978 statt.

## Ergebnisse
| Partei                                                         | Anzahl der Stimmen | %      | Mandate |
| -------------------------------------------------------------- | ------------------ | ------ | ------- |
| Partito Democratico Cristiano Sammarinese (PDCS)               | 6.380              | 42,3 % | 26      |
| Partito Comunista Sammarinese (PCS)                            | 3.791              | 25,1 % | 16      |
| Partito Socialista Sammarinese (PSS)                           | 2.077              | 13,8 % | 8       |
| Partito Socialista Unitario–Intesa Socialista (PSU-IS)         | 1.678              | 11,1 % | 7       |
| Partito di Democrazia Socialista (PDS)                         | 629                | 4,2 %  | 2       |
| Comitato Difesa Repubblica (CDR)                               | 426                | 2,8 %  | 1       |
| Partito Comunista (Marxista-Leninista) di San Marino (PC(ML)S) | 100                | 0,7 %  | 0       |